# Scoliocentra sabroskyi
Scoliocentra sabroskyi är en tvåvingeart som först beskrevs av Gill 1962.  Scoliocentra sabroskyi ingår i släktet Scoliocentra och familjen myllflugor. Inga underarter finns listade i Catalogue of Life.